# Monteith's
Monteith's (grundlagt i 1868) var oprindeligt et familieejet bryggeri i Greymouth i New Zealand .det blev købt af DB Breweries. Ølmærket fortsatte med at blive brygget i Greymouth. 22. marts 2001 blev bryggeriet lukket da det mente at produktionsomkostningerne var for høje. Fire dage senere blev bryggeriet i Greymouth genåbnet på grund af store protester fra det lokale. 
Ølmerket Monteith's produceres i dag i Auckland, Timaru og Greymouth. 